# 알렉산드로스 니콜라이디스
알렉산드로스 니콜라이디스(그리스어: Αλέξανδρος Νικολαΐδης, 1979년 10월 7일~2022년 10월 14일)는 그리스의 전 태권도 선수이다. 올림픽에 3회 참가했으며 2004년 하계 올림픽과 2012년 하계 올림픽 2개 대회 연속으로 남자 최중량급에서 은메달을 획득했다.

## 경력
2004년 그리스 아테네에서 열린 2004년 하계 올림픽에 참가하여 대한민국의 문대성의 뒤를 이어 은메달을 획득했다.
2008년 중화인민공화국 베이징에서 열린 2008년 하계 올림픽에 참가했고 대한민국의 차동민의 뒤를 이어 2회 연속으로 올림픽 은메달을 획득했다.

## 개인사
니콜라이디스는 루마니아 태생 그리스의 배구 선수인 룩산드라 두미트레스쿠와 부부 관계였으며 아들 필리포스를 두었다. 두미트레스쿠와 이혼한 후인 2016년에 언론인 도라 참바지와 결혼했으며 딸 엘레아나와 아들 요르요스를 두었다.
2020년 니콜라이디스는 희귀암인 NUT 암종 판정을 받았으며 투병 생활을 하다가 2023년 10월 14일에 43세의 나이로 사망했다.